# Odorico Sáiz
Odorico Leovigildo Sáiz Pérez OFM (* 6. Februar 1912 in Revilla del Campo bei Burgos, Spanien; † 14. Oktober 2012 in Logroño, Spanien) war Apostolischer Vikar von Requena.

## Leben
Odorico Leovigildo Sáiz Pérez trat der Ordensgemeinschaft der Franziskaner (OFM) in Anguciana, La Rioja, bei und empfing die Priesterweihe am 13. März 1937. Er war Missionar im peruanischen Amazonasgebiet und engagierte sich dort für die Bildung und Ausbildung der künftigen Priester. In seinem Orden hatte er verschiedene Ämter inne.
1973 wurde er von Papst Paul VI. zum Titularbischof von Simingi und zum Apostolischen Vikar von Requena in Peru ernannt. Die Bischofsweihe spendete ihm der Erzbischof von Lima, Juan Kardinal Landázuri Ricketts, am 10. März 1974; Mitkonsekratoren waren sein Vorgänger Valeriano Ludovico Arroyo Paniego und Leonardo José Rodriguez Ballón, Erzbischof von Arequipa.
Seinem Rücktrittsgesuch wurde 1987 durch Papst Johannes Paul II. stattgegeben. Er lebte im spanischen Logroño und war als Historiker und Dozent am dortigen Franziskanerseminar tätig.
2002 wurde Sáiz in Anerkennung seiner großen Dienste an der Kirche in Peru von der peruanischen Bischofskonferenz mit der Gold-Medaille von Santo Toribio de Mogrovejo ausgezeichnet.